# ژاردیم دی پیرانز
ژاردیم دی پیرانز (به پرتغالی: Jardim de Piranhas) یک منطقهٔ مسکونی در برزیل است که در ریو گرانده شمالی واقع شده‌است. ژاردیم دی پیرانز ۱۴٬۹۴۲ نفر جمعیت دارد.